# IC 4403
IC 4403 — спиральная галактика типа SBab в созвездии Волопас.
Этот объект входит в число перечисленных в оригинальной редакции «Нового общего каталога».